# Tekemat
 (septembre 2021).
Tekemat (stylisé TeKeMaT) est un groupe français de techno acoustique, originaire de Saint-Malo, en Bretagne. Il est formé par le soubassophoniste et trompettiste Matthieu Letournel et le batteur et percussionniste Matt La Batte en 2018. Ils sont rapidement rejoint par Mad Fab.
Le groupe n'utilise ni boucle, ni sample, tout est joué en direct. Cela permet au trio une liberté et ouvre à de longs moments d'improvisation. Les membres ont joué dans un certain nombre de projets : Percubaba , Sergent Pépère, X Makeena, et Ôbrée Alie.

## Biographie
TeKeMaT est formé en 2018. Accompagné par le festival des Trans Musicales en 2019, le groupe sort son premier EP, Drum’n’Sousa Urban Beat, la même année.
En 2021, les trois musiciens profitent de leur résidence artistique pour travailler sur une unité solaire autonome pour amplifier leur musique en extérieur.

## Style musical
Inspiré par des groupes comme Meute et Too Many Zooz, Tekemat cherche à reproduire les sonorités de la techno avec des instruments acoustiques, sans utiliser de samples ni de boîtes à rythmes. Matthieu Letournel utilise diverses techniques pour créer des sonorités se rapprochant de celles de la trance, notamment en jouant du soubassophone avec la même technique que le didjeridoo, en chantant dans son instrument ou en se servant de ballons de baudruche. Matthieu La Batte quant à lui utilise notamment des tubes en PVC. Le duo n'est pas sonorisé lorsqu'il déambule dans la rue, mais est rejoint en concert et en studio par un ingénieur du son, Mad Fab, qui applique des effets sur le son des deux musiciens.

## Membres
- Matthieu Letournel : trompette, soubassophone
- Matthieu La Batte : batterie, percussions
- Mad Fab : ingénieur du son (scène et studio)

## Discographie
- 2019 : Drum'n'Sousa Urban Beat (EP)
- 2020 : Datong (Live sessions ZF) (single)
- 2021 : WATERMAN (single)
- 2022 : PoMô (single, avec TechnoBrass)
- 2022 : Clé Allen (single)
- 2023 : Zen (single)

## Galerie

Metz, 16 juillet 2023.
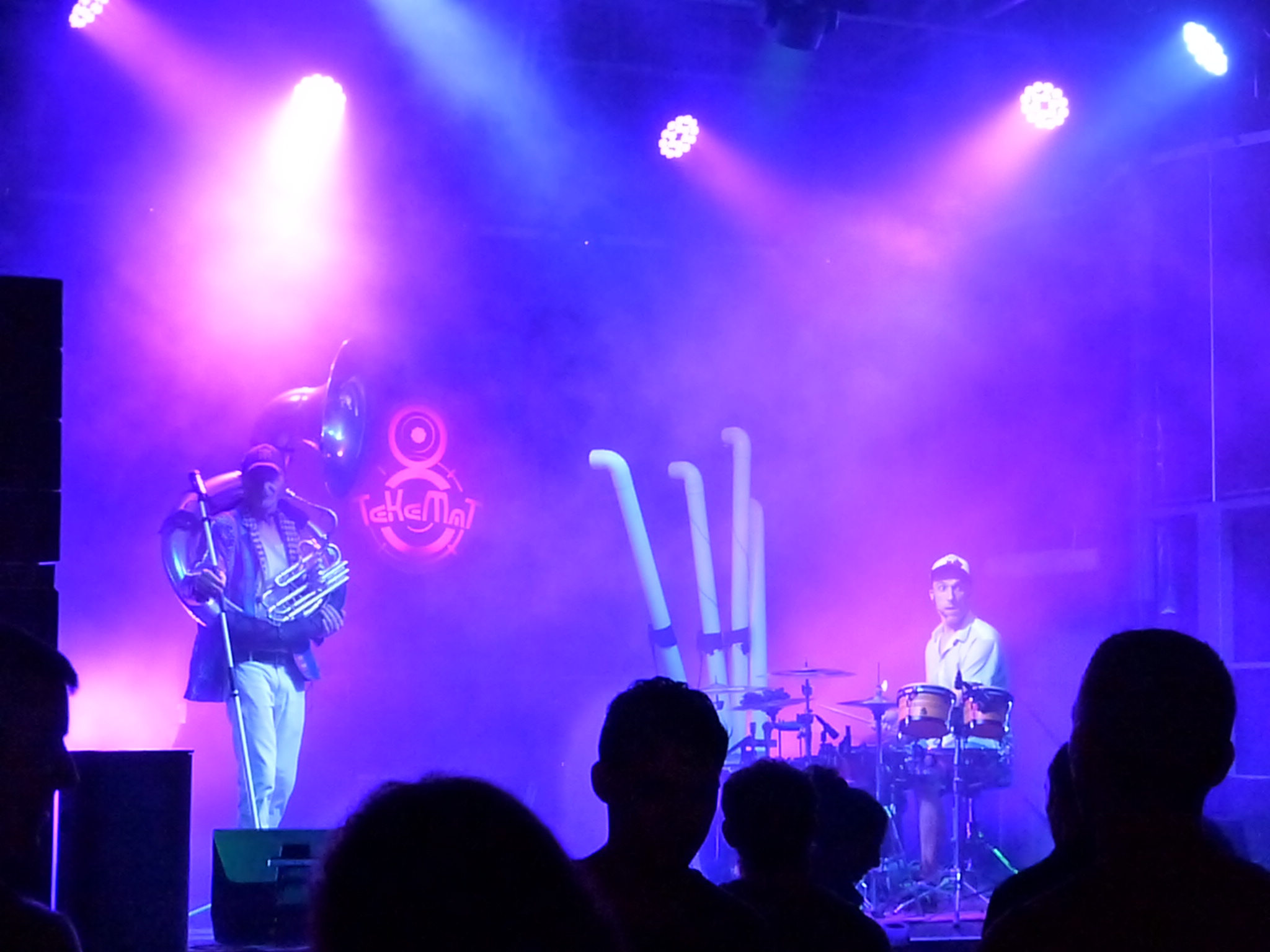
Matthieu Letournel et Matthieu La Batte.
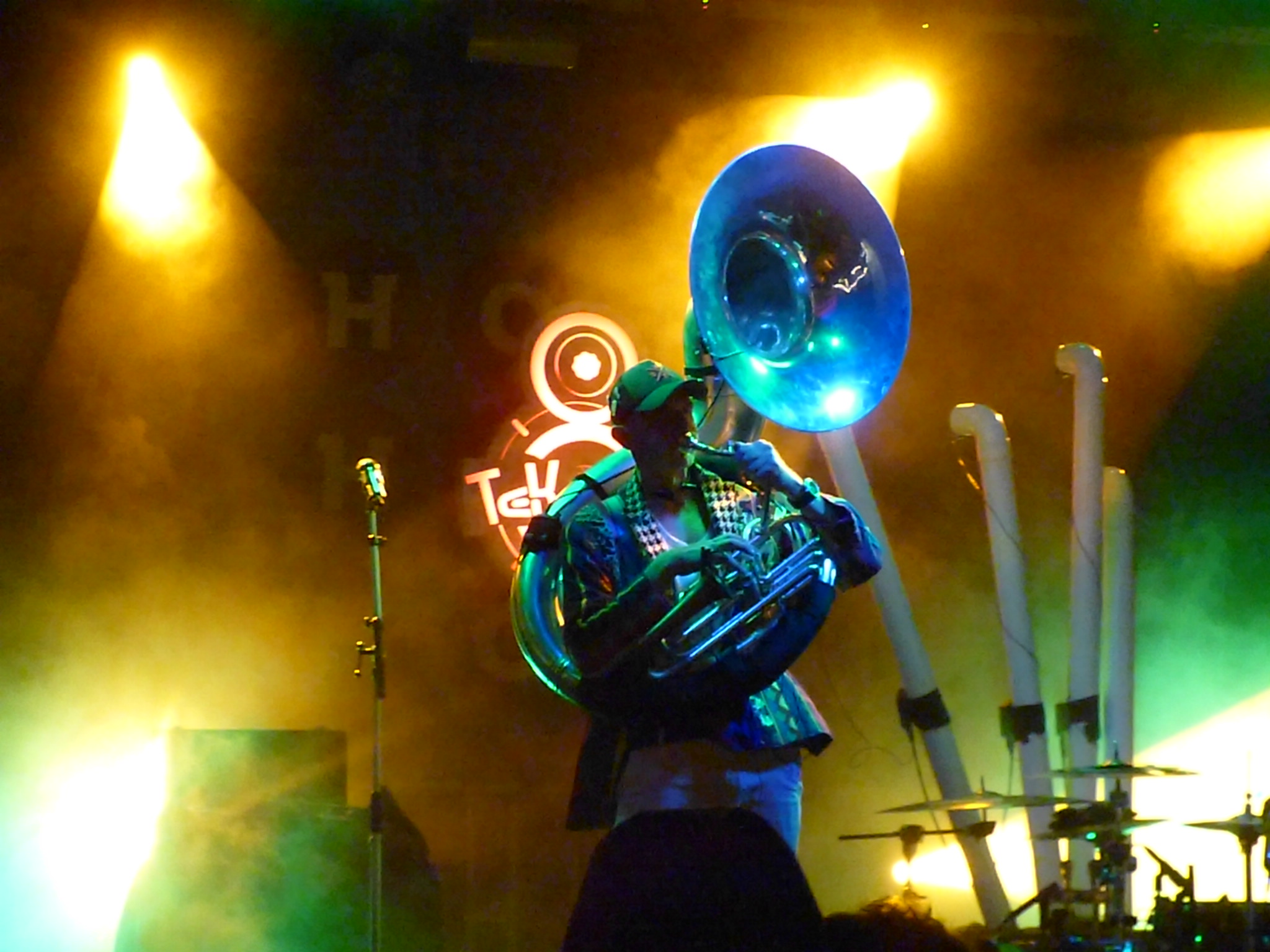
Matthieu Letournel au soubassophone
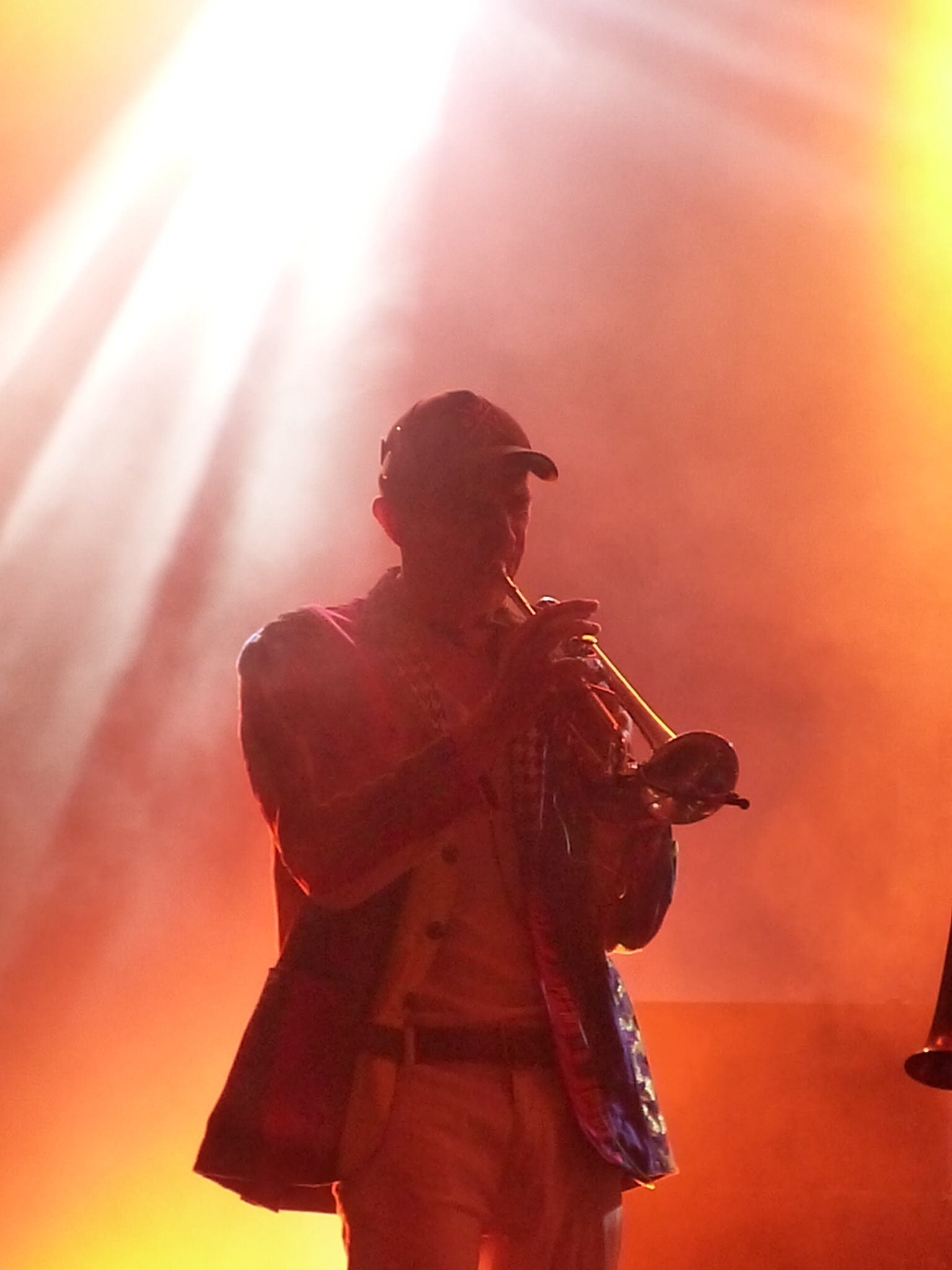
Matthieu Letournel à la trompette.
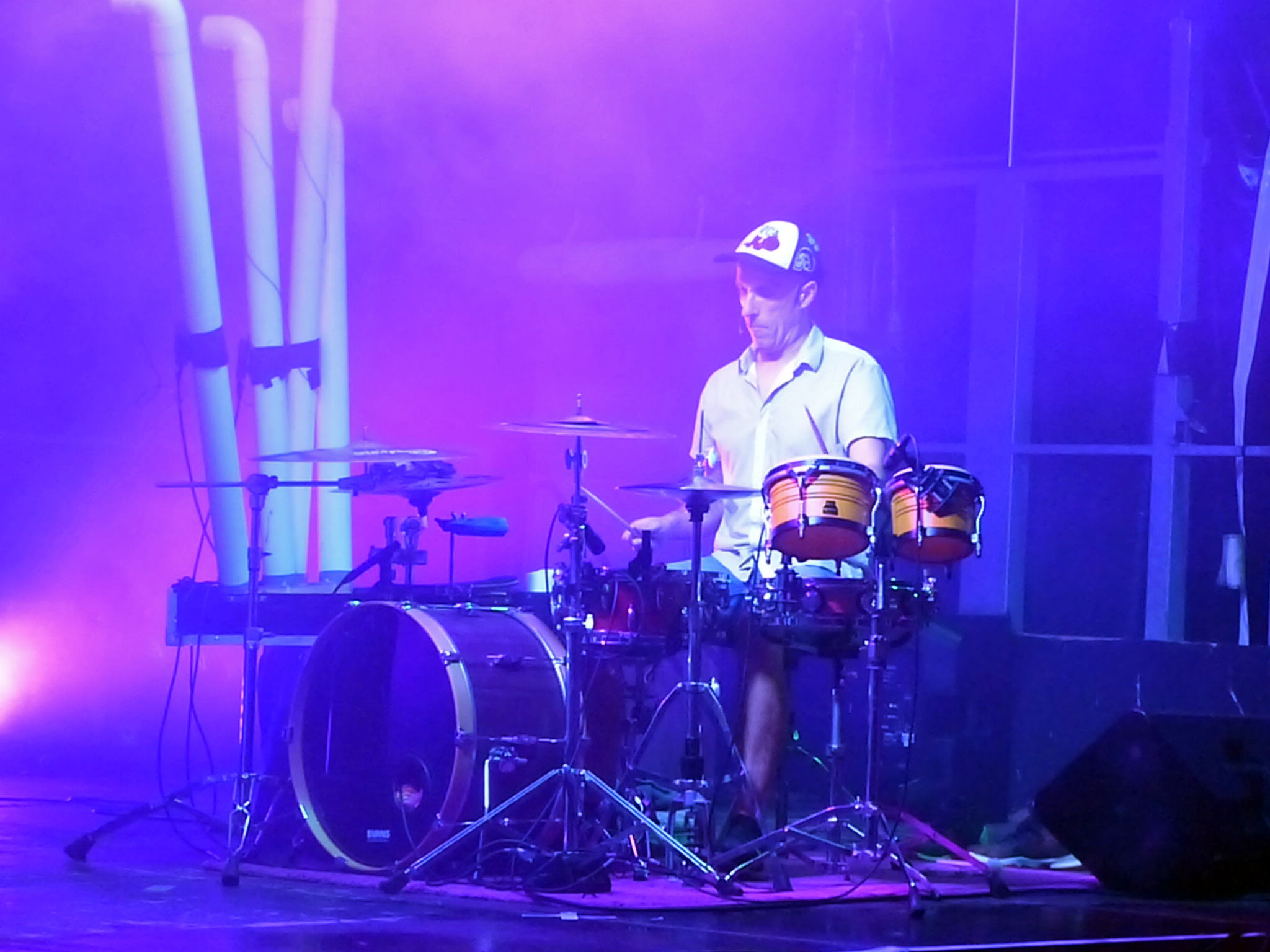
Matthieu La Batte à la batterie.